# Michael Cimino
Michael Cimino (New York, 3 febbraio 1939 – Beverly Hills, 2 luglio 2016) è stato un regista, sceneggiatore, produttore cinematografico e scrittore statunitense.
Nonostante il fatto che nessuna delle sue opere successive riuscì a raggiungere il successo di pubblico de Il cacciatore, film che nel 1978 gli donò la gloria, lo stile di Cimino ha comunque lasciato il segno: le sue inquadrature e i movimenti che imprimeva alla macchina da presa riuscivano infatti a creare uno straordinario impatto visivo.

## Biografia
Michael Cimino nacque a New York il 3 febbraio del 1939 in un'abbiente famiglia altoborghese di origini italiane (entrambi i genitori erano italo-americani di seconda generazione). Cresciuto a Westbury, sull'isola di Long Island (nello stato di New York), trascorre l'adolescenza da ragazzo ribelle e teppista (è invischiato con delinquenti e piccoli criminali, è coinvolto in risse e resta fuori casa a ubriacarsi per nottate intere), e sin da giovanissimo si dedica agli studi di architettura, pittura, musica e letteratura.
Nel 1956 consegue il diploma presso la Westbury High School, per poi laurearsi in Arti grafiche presso la Michigan State University di East Lansing, e consegue un dottorato di pittura presso l'Università Yale. Nel 1962 Cimino si arruola nell'esercito per sei mesi prima di tornare a studiare pittura e cominciare a realizzare per la televisione numerosi documentari e spot pubblicitari di successo. Studia all'Actors Studio nel corso di recitazione di John Lehne, insegnante di Al Pacino, Dustin Hoffman e Meryl Streep. 
Nel 1971 si trasferisce a Hollywood entrando nel mondo del cinema dapprima come co-sceneggiatore di film come 2002: la seconda odissea e Una 44 Magnum per l'ispettore Callaghan. Nel 1974, sempre grazie a Clint Eastwood (insieme al quale scrive la sceneggiatura) e alla partecipazione di un giovane Jeff Bridges, debutta come regista con Una calibro 20 per lo specialista, che ottiene un buon successo.
Ma è nel 1978, con la sua seconda pellicola, Il cacciatore, di cui è anche sceneggiatore, che Cimino entra prepotentemente nella storia del cinema. Il film riscuote un enorme successo di critica e pubblico, vince 5 Premi Oscar (su 9 candidature ricevute), tra i quali quelli per il miglior film e la miglior regia, ed eleva Cimino a regista di grande prestigio. Considerato uno dei massimi capolavori del cinema mondiale e bellico, benché non sia ritenuto propriamente un film di guerra, nel 1996 è stato scelto per la preservazione nel National Film Registry della Biblioteca del Congresso degli Stati Uniti.
Dopo tale enorme affermazione, la United Artists gli concede carta bianca per il film successivo, I cancelli del cielo (1980). La pellicola riceve tuttavia molte critiche negative e si rivela un disastro commerciale che arresterà fortemente la carriera di Cimino e che porta lo studio cinematografico addirittura alla bancarotta.
 

Negli anni ottanta il regista riesce a realizzare tra molte difficoltà solo tre film. Il primo è L'anno del dragone, affresco sulla mala cinese, adattato dal regista con Oliver Stone e con Mickey Rourke protagonista. E proprio Stone dice di Cimino:
 Gli altri due film diretti da Cimino negli anni ottanta sono Il siciliano, sulla vita del bandito Salvatore Giuliano, e Ore disperate, remake dell'omonimo film di William Wyler del 1955. Nessuno di questi film raggiunge il grandissimo successo de Il cacciatore. Nel 1996 Cimino torna per la penultima volta dietro la cinepresa e gira Verso il sole, film che ha come protagonista Woody Harrelson e che viene presentato in concorso al 49º Festival di Cannes: un lavoro strano che all'apparenza può essere visto come un film di strada e di inseguimento, una sorta di road-movie, ma in realtà è un viaggio profondo, tragico, verso quelle radici dell'America spesso dimenticate e tanto care al regista. Negli ultimi vent’anni della sua vita Cimino realizza una cinquantina di sceneggiature, tutte scartate. Nel 2001 pubblica un ottimo romanzo dal titolo Big Jane, con protagonista una ragazza che attraversa gli Stati Uniti e finisce per combattere in Corea: ad oggi rimane la sua ultima opera completa. Tra i vari progetti bloccati vi era un complesso adattamento de La condizione umana di André Malraux, basato sulla fallita insurrezione comunista di Shangai del 1927.
Nel 2015 gli viene assegnato il Pardo d'onore al Locarno Film Festival. Cimino ha affiancato ai numerosi progetti cinematografici l'attività di romanziere. Ha scritto tre libri, l'ultimo dei quali, Big Jane, è stato pubblicato anche in italiano. Il regista muore nella sua casa di Beverly Hills il 2 luglio 2016, a 77 anni; la polizia lo trova senza vita nel suo letto dopo che i suoi amici non riuscivano a contattarlo da un paio di giorni.

## Filmografia

### Regista
- Una calibro 20 per lo specialista (Thunderbolt and Lightfoot) (1974)
- Il cacciatore (The Deer Hunter) (1978)
- I cancelli del cielo (Heaven's Gate) (1980)
- L'anno del dragone (Year of the Dragon) (1985)
- Il siciliano (The Sicilian) (1987)
- Ore disperate (Desperate Hours) (1990)
- Verso il sole (The Sunchaser) (1996)
- Chacun son cinéma - A ciascuno il suo cinema (Chacun son cinéma ou Ce petit coup au cœur quand la lumière s'éteint et que le film commence) - episodio Traduzione non richiesta (2007)

### Sceneggiatore
- 2002: la seconda odissea (Silent Running), regia di Douglas Trumbull (1972)
- Una 44 Magnum per l'ispettore Callaghan (Magnum Force), regia di Ted Post (1973)
- Una calibro 20 per lo specialista (Thunderbolt and Lightfoot) (1974)
- Il cacciatore (The Deer Hunter) (1978)
- The Rose, regia di Mark Rydell (1979)
- I cancelli del cielo (Heaven's Gate) (1980)
- I mastini della guerra (The Dogs of War), regia di John Irvin (1981)
- L'anno del dragone (Year of the Dragon) (1985)

### Produttore
- Il cacciatore (The Deer Hunter) (1978)
- Il siciliano (The Sicilian) (1987)
- Ore disperate (Desperate Hours) (1990)
- Verso il sole (The Sunchaser) (1996)

## Riconoscimenti
- Premio Oscar
  - 1979 – Miglior film per Il cacciatore[13]
  - 1979 – Miglior regista per Il cacciatore
  - 1979 – Candidatura per la migliore sceneggiatura originale per Il cacciatore[14]
- Golden Globe
  - 1979 – Miglior regista per Il cacciatore
- BAFTA Awards
  - 1980 – Candidatura per il miglior regista per Il cacciatore
- Festival di Cannes
  - 1981 – Candidatura alla Palma d'oro per I cancelli del cielo
  - 1996 – Candidatura alla Palma d'oro per Verso il sole
- Mostra internazionale d'arte cinematografica di Venezia
  - 2012 – Premio Persol alla carriera
- Directors Guild of America Award
  - 1979 – Miglior regista cinematografico per Il cacciatore
- Writers Guild of America Award
  - 1979 – Candidatura per la migliore sceneggiatura originale per Il cacciatore[14]
- Los Angeles Film Critics Association Awards
  - 1978 – Miglior regista per Il cacciatore
- National Society of Film Critics Awards
  - 1979 – Candidatura per il miglior regista per Il cacciatore

- Locarno Festival
  - 2015 – Pardo d'onore
- Premio César
  - 1986 – Candidatura per il miglior film straniero per L'anno del dragone
- American Movie Awards
  - 1980 – Miglior regista per Il cacciatore
- Blue Ribbon Awards
  - 1980 – Miglior film straniero per Il cacciatore
- Premio Hugo
  - 1973 – Candidatura per la miglior rappresentazione drammatica per 2002: la seconda odissea[15]
- Hochi Film Awards
  - 1979 – Miglior film straniero per Il cacciatore
- Kinema Junpo Awards
  - 1980 – Readers' Choice Award per il miglior film straniero per Il cacciatore
- Sant Jordi Awards
  - 1987 – Candidatura per il miglior film straniero per L'anno del dragone
- Razzie Awards
  - 1981 – Peggior regista per I cancelli del cielo
  - 1981 – Candidatura per la peggiore sceneggiatura per I cancelli del cielo
  - 1985 – Peggiore sceneggiatura per L'anno del dragone[16]
  - 1985 – Candidatura per il peggior regista per L'anno del dragone